# United States Auto Club
O United States Auto Club, também conhecido por sua sigla USAC, é um dos corpos de aprovação do automobilismo no Estados Unidos. De 1956 a 1979, a USAC sancionou o Campeonato Nacional dos Estados Unidos de monopostos, e de 1956 a 1997 organizou a 500 Milhas de Indianápolis.
Hoje, a USAC serve como sanção corporal por uma série de corridas da série, incluindo o Silver Crown Series, Sprint National Car Series, National Midget Series, Ford Focus Series, 0,25 Midget Series e Traxxas TORC Series.

## História

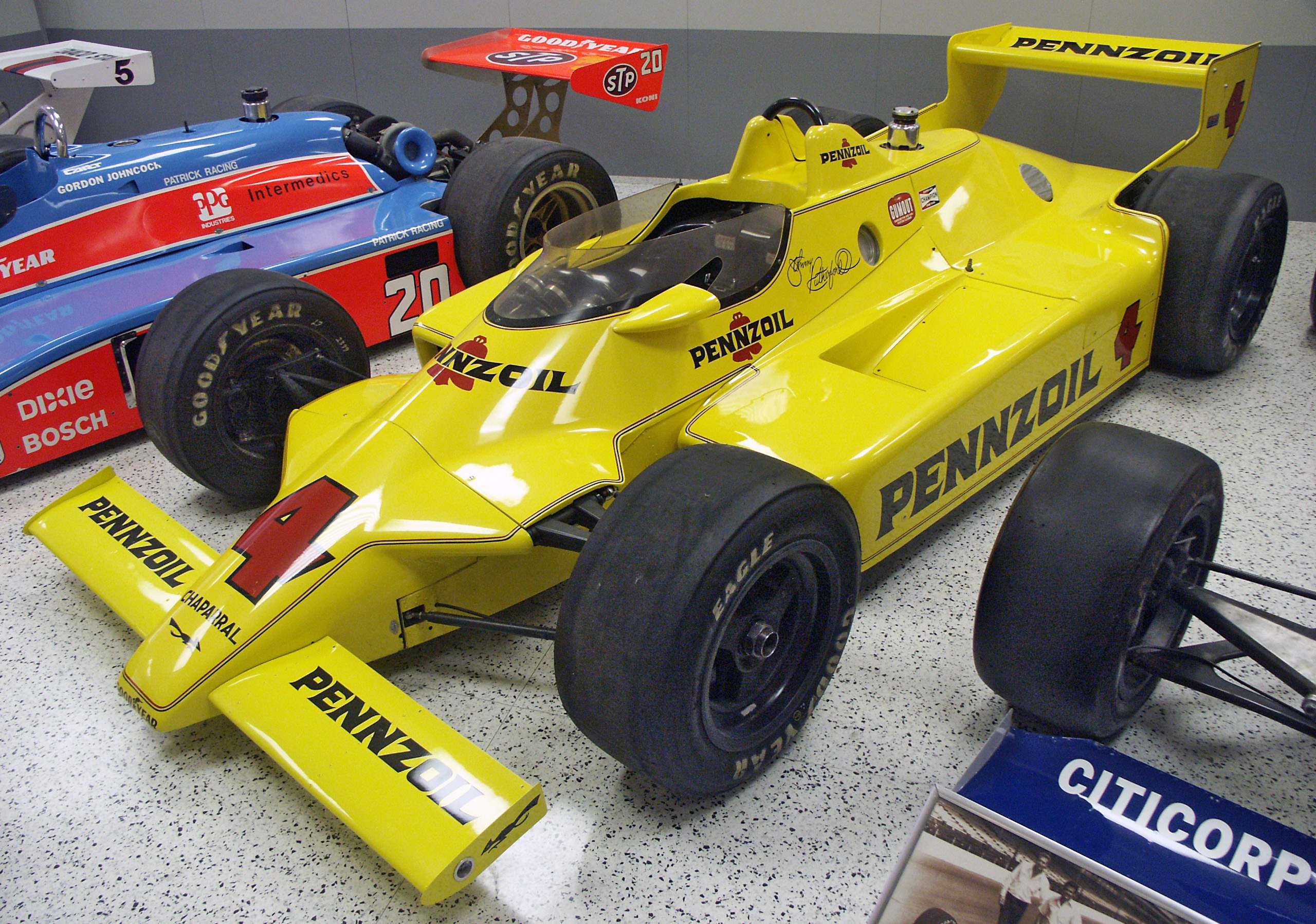
Carro da USAC Championship Car de 1980.

A principal organização automobilística dos Estados Unidos era a American Automobile Association (AAA) que desistiu de organizar categorias de automobilismo principalmente após o desastre de Le Mans em 1955 e a morte de Bill Vukovich nas 500 Milhas de Indianápolis do mesmo ano, devido a isso a USAC foi fundada por Tony Hulman, dono do Indianapolis Motor Speedway que passou a ter controle da principal categoria de monopostos dos Estados Unidos, além da categoria de stock car, de corridas em circuitos mistos e outras categorias de sprint cars.
A organização passou a controlar a categoria até o final da década de 1970, quando muitas equipes estavam insatisfeitas com a gestão da categoria, um acidente de avião em 1978 que matou os principais executivos enfraqueceu ainda mais a organização até que as principais equipes da categoria fundaram a CART no mesmo ano, a USAC rivalizou com a CART até o ano de 1980.

## Categorias

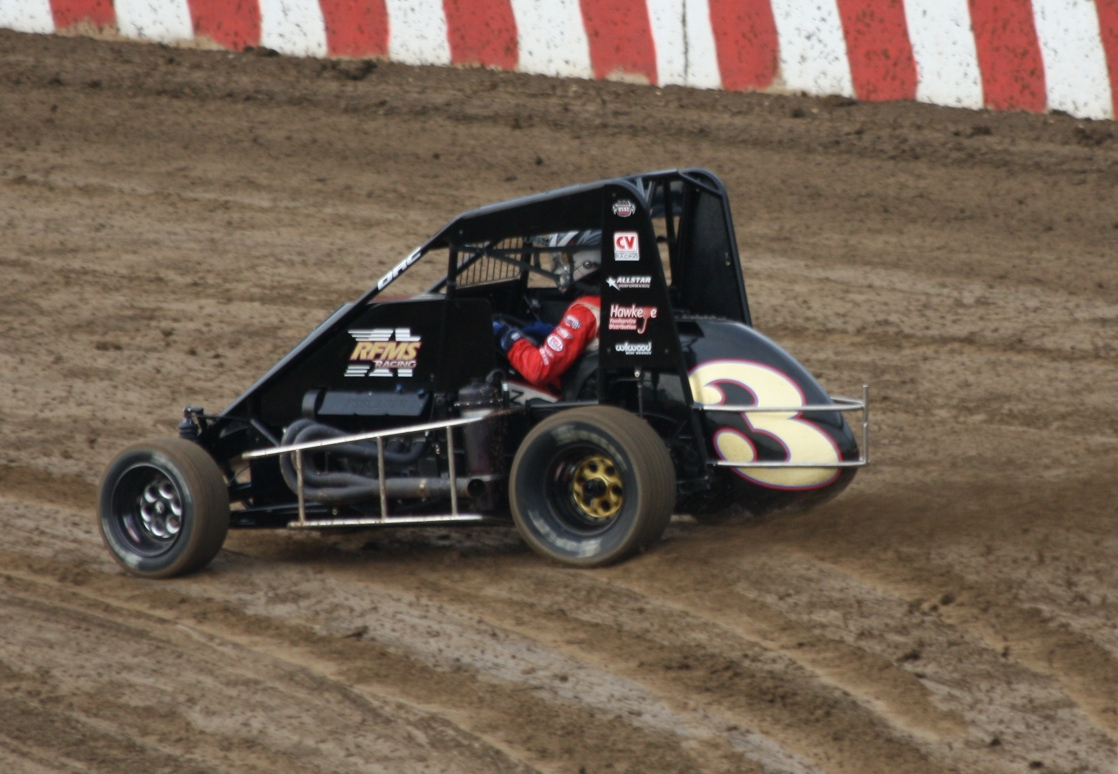
Sprint car de uma categoria da USAC.

### Atuais
- USAC Silver Crown Series
- USAC Sprint Car National Championship
- USAC National Midget Series
- USAC/CRA Sprint Car Series

### Antigas
- USAC Championship Car (1956-80)
- USAC Stock Car (1956-84)
- USAC Road Racing Championship (1958-62)